# Håkan Bengtsson (teolog)
Håkan Bengtsson, född 1962, är en svensk teolog, lektor och författare.

## Biografi
Bengtsson disputerade år 2000 i bibelvetenskap inom Nya Testamentet på en avhandling om bibelkommentarer i Qumrantexterna. Han har undervisat i många år på Högskolan Dalarna, på Uppsala universitet och på Södertörns högskola inom ämnen som bibelvetenskap (Nya och Gamla testamentet), judendom, kristendomens historia och om religioners roller i politiska konflikter. Han har också varit delaktig i svensk judisk-kristen dialog, och är medlem av Samarbetsrådet för judar och kristna i Stockholm. Hans har bland annat forskat kring Dödahavsrullarna, tidig kristen konst i Rom, hermeneutik samt i projekt om bibelforskning och antisemitism.
Mellan 2007 och 2015 var Bengtsson direktor för Svenska teologiska institutet i Jerusalem.
Han är för närvarande (2019) programsamordnare på Uppsala universitet vid Teologiska institutionen, yrkesrelaterad religionsvetenskap.